# Az élet szaga
Az élet szaga az Alvin és a mókusok együttes hatodik albuma. Feldolgozás rajta a Baby Sisters Égben írt szerelem című száma

## Az album dalai
1. Az élet szaga
2. Sikerdíj
3. Jóember
4. Pont jókor
5. Barátaimnak szeretettel
6. Fő az óvatosság
7. Ki menti meg?
8. Ha
9. A te utad
10. Szerelem (Baby Sisters)
11. Deviáns
12. Amikor hülye vagy
13. Jó éjszakát